# Corelli-Horn
Das Corelli-Horn ist ein rund 1000 m hoher Berg mit markantem Gipfel auf der westantarktischen Alexander-I.-Insel. Er ragt 6 km westlich des nördlichen Endes der LeMay Range auf.
Luftaufnahmen der US-amerikanischen Ronne Antarctic Research Expedition (1947–1948) dienten dem britischen Geographen Derek Searle vom Falkland Islands Dependencies Survey im Jahr 1960 für eine erste Karierung. Das UK Antarctic Place-Names Committee benannte den Berg am 2. März 1961 nach dem italienischen Komponisten Arcangelo Corelli (1653–1713).